# HD 198387
HD 198387，又名BD+51 2954，SAO 32897、HR 7972，是一颗恒星，视星等为6.27，位于銀經90.55，銀緯5.58，其B1900.0坐标为赤經20h 44m 53.6s，赤緯+52° 5.58′ 32″。